# Teinobasis annamalija
Teinobasis annamalija là một loài chuồn chuồn kim trong họ Coenagrionidae.
Teinobasis annamalija được miêu tả khoa học năm 1989 bởi Hämäläinen & Müller.